# Max Haas (Musikwissenschaftler)
Max Haas (* 11. Januar 1943 in Basel, Schweiz; † 23. Februar 2018 in La Chaux-de-Fonds, Schweiz) war ein Schweizer Musikwissenschaftler, Hotelier und Hochschullehrer.

## Leben
Max Haas studierte Musikwissenschaft, mittelalterliche Kirchen- und Dogmengeschichte sowie slawische Philologie in Basel und Heidelberg. An der Universität Basel wurde er 1970 mit einer Arbeit über byzantinische und slawische Notationen promoviert. Sieben Jahre später habilitierte er sich mit Studien zur Beziehung zwischen mittelalterlicher Musiklehre und Scholastik. An der Universität Basel war er als Leiter des Mikrofilmarchivs des Fachbereichs Musikwissenschaft sowie ab 1982 als ausserordentlicher Professor für Musikwissenschaft tätig.
In den 1990er Jahren führten ihn Gastdozenturen nach Israel an die Bar-Ilan-Universität und in die USA ans Graduate Department der City University of New York. Bis zu seiner Emeritierung 2005 arbeitete er als wissenschaftlicher Mitarbeiter und Dozent am Fachbereich Musikwissenschaft der Universität Basel. Seine jüngsten monographischen Werke behandeln Anschauungs- und Denkformen in der Musik (2002) sowie das musikalische Denken im Mittelalter (2005).

## Auszeichnungen
- 2015: Ehrendoktorwürde der Universität Köln[3]

## Schriften (Auswahl)
- Musikalisches Denken im Mittelalter : eine Einführung. Lang, Bern 2005.
- Anschauungs- und Denkformen in der Musik. Lang, Bern 2002.
- Mündliche Überlieferung und altrömischer Choral: historische und analytische computergestützte Untersuchungen. Lang, Bern ca. 1997.
- mit Hans Oesch: Neues Handbuch der Musikwissenschaft, Außereuropäische Musik. Teil 2. 1987
- Byzantinische und slavische Notationen. Volk, Köln 1973.
- Die einstimmige Musik des Mittelalters. Fasz. 2, Byzantinische und slavische Notationen. (= Palaeographie der Musik. Bd. 1). 1973.
- Gattungen der Musik in Einzeldarstellungen : Gedenkschrift Leo Schrade. In Verbindung mit Freunden, Schülern und weiteren Fachgelehrten hrsg. von Wulf Arlt, Ernst Lichtenhahn und Hans Oesch unter Mitarbeit von Max Haas.
- Gattungen der Musik in Einzeldarstellungen : Gedenkschrift Leo Schrade Arlt. Francke, Bern 1973.